# 294號州際公路
294號州際公路（Interstate 294，簡稱I-294），是94號州際公路在伊利諾州芝加哥近郊的輔助線，正式名稱為三州收費公路（Tri-State Tollway），為芝加哥都會區的外環道，全長53.42哩（85.97公里），其中最南的5.32哩（8.56公里）與80號州際公路共構。

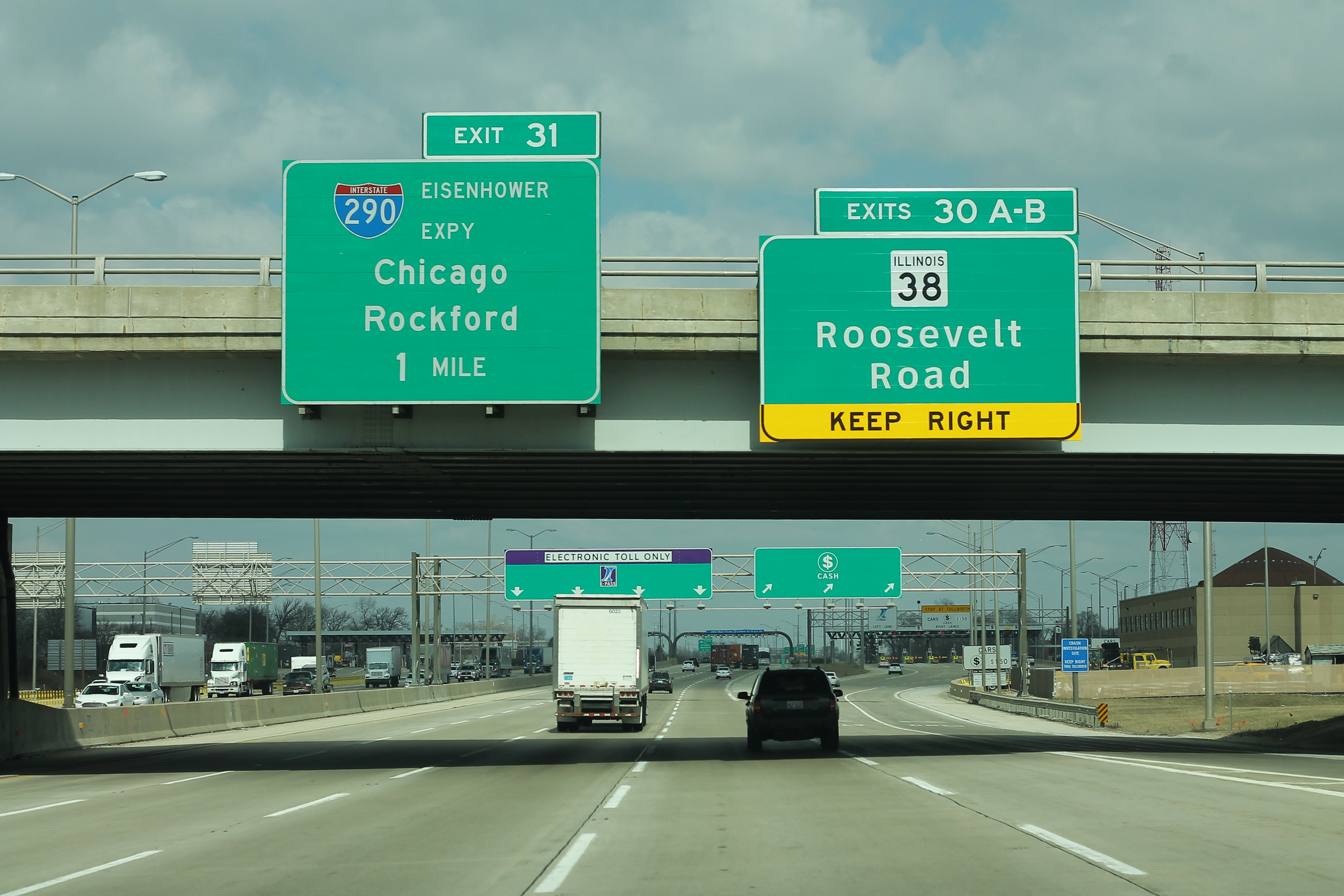
攝於2018年，I-294 近舍麥路。